# Napsugár (keresztnév)
A Napsugár magyar eredetű női név, újabb keltű névalkotás a napsugár szóból.

## Gyakorisága
Az 1990-es években igen ritka név, a 2000-es években nem szerepel a 100 leggyakoribb női név között.

## Névnapok
- március 21.[2]
- július 3.[2]

## Híres Napsugár keresztnevű személyek
- Napsugar von Bittera – divattervező
- Csepregi Napsugár – bábszínész
- Németh Napsugár – produkciós vezető
- Révész Napsugár – grafikus
- Trömböczky Napsugár – műsorvezető, színész